# Paul Tubert
Pour les articles homonymes, voir Tubert.
Paul Tubert, né le 4 mai 1886 à La Flèche (France) et mort le 5 juin 1971 à Clamart, est un général français de gendarmerie. Il fut envoyé en 1945 en Algérie dans le but de rédiger un rapport sur les massacres de Sétif, Guelma et Kherrata, à la demande du général de Gaulle.

## Biographie
Paul Tubert est un résistant, membre depuis 1943 du Comité central provisoire de la Ligue des droits de l’homme (où siègent également René Cassin, Pierre Cot, Félix Gouin et Henri Laugier), membre de l’Assemblée consultative provisoire. En mai 1945, il est chargé par le gouvernement d'enquêter sur les massacres dans le Constantinois, mais sa mission, à la suite de laquelle il rédige un rapport, tourne court. Il est maire d'Alger de 1945 à 1947[réf. nécessaire].
En octobre 1945, il est élu membre de l'Assemblée constituante. Il est membre du groupe parlementaire de l'Union républicaine et résistante (URR).
Élu au Conseil de la République, par l'Assemblée nationale en décembre 1946, celui-ci le désigne pour être conseiller de l'Union française à partir de décembre 1947. Il siège alors au sein du groupe de l'Union Républicaine et Résistante pour l'Union Française apparenté au groupe communiste., où il siège jusqu'en 1952
Il est l'auteur d'Archers du Vieux Paris, de L'Homme de la rue et la politique du gouvernement, de L'Algérie vivra, L'Ouzbékistan, république soviétique.